# Andrzej Bianga
Andrzej Bianga (ur. 23 marca 1959 w Gdyni) – polski piłkarz i trener. W 2008 i w latach 2015–2017 trener reprezentacji Polski w futsalu.

## Kariera zawodnicza
| Sezon     | Zespół            | Liga              | Kraj   | Spotkania | Bramki | Asysty | ŻK | CZK | Sukcesy |
| 1972–1979 | Bałtyk Gdynia     | juniorzy, II liga | Polska | 26        | 5      | –      | –  | –   | –       |
| 1980      | Zawisza Bydgoszcz | I liga            | Polska | 15        | 0      | –      | –  | –   | –       |
| 1981      | Bałtyk Gdynia     | I liga            | Polska | 2         | 0      | –      | –  | –   | –       |
| 1982–1983 | Olimpia Elbląg    | II liga           | Polska | 24        | 3      | –      | –  | –   | –       |
| 1983–1985 | Arka Gdynia       | II, III liga      | Polska | 49        | 1      | –      | –  | –   | –       |
| 1985–1989 | Olimpia Elbląg    | II, III liga      | Polska | –         | –      | –      | –  | –   | –       |
| 1992      | Pomezania Malbork | –                 | Polska | –         | –      | –      | –  | –   | –       |

## Kariera trenerska
- Pomezania Malbork
- Polish American Soccer Club Polonez San Francisco
- Pomezania Malbork (juniorzy)
- Kolejarz Chojnice
- Rodło Kwidzyn
- Pomowiec Gronowo Elbląskie
- Pomezania Malbork (juniorzy starsi)
- Kadra „Michałowicza” OZPN Elbląg
- Chojniczanka Chojnice
- Błękitni Orneta
- SC Polonez San Francisco
- Chojniczanka Chojnice
- Olimpia Sztum
- Holiday/Życie Chojnic Chojnice
- Olimpia Elbląg
- Olimpia Sztum
- Reprezentacja Polski w futsalu
- LKS Żuławy Nowy Dwór Gdański